# Botniavasan
Botniavasan är en längdskidåkningstävling i trakterna kring Vörå i Finland, som hade premiär 2006, och körs i februari varje år. Huvudloppet är 52 kilometer långt, och tävlingens namn har hämtats efter inspirationer från Vasaloppet i Sverige.
Från 2024 ingår loppet i Ski Classics Challenger.

### Fotnoter
1. ↑  ”Botniavasan 2006”. Komossa. 11 mars 2006. http://komossa.byar.fi/document.asp?id=khxce76nn5e. Läst 26 juli 2013.
2. ↑  ”Bottniavasan joins the Ski Classics Calender” (på engelska). https://skiclassics.com/botniavasan-joins-the-ski-classics-challengers-calendar/. Läst 3 mars 2024.